# Langdon (Dakota del Nord)
Langdon è un centro abitato (city) degli Stati Uniti d'America, capoluogo della Contea di Cavalier nello Stato del Dakota del Nord. Nel censimento del 2000 la popolazione era di 2.101 abitanti. La città è stata fondata nel 1885, tuttavia è capoluogo della contea dal 1884.

## Geografia fisica
Secondo i rilevamenti dell'United States Census Bureau, la località di Langdon si estende su una superficie di 4,50 km², dei quali 4,4 km² sono occupati da terre, mentre 0,1 km² dalle acque.

## Popolazione
Secondo il censimento del 2000, a Langdon vivevano 2.101 persone, ed erano presenti 565 gruppi familiari. La densità di popolazione era di 477 ab./km². Nel territorio comunale si trovavano 1.178 unità edificate. Per quanto riguarda la composizione etnica degli abitanti, il 98,57% era bianco, lo 0,14% era afroamericano, lo 0,29% era nativo e lo 0,10% proveniva dall'Asia. Lo 0,14% apparteneva ad altre razze, mentre lo 0,76% a due o più razze.
Per quanto riguarda la suddivisione della popolazione in fasce d'età, il 23,2% era al di sotto dei 18, il 4,1% fra i 18 e i 24, il 20,9% fra i 25 e i 44, il 23,3% fra i 45 e i 64, mentre infine il 28,4% era al di sopra dei 65 anni di età. L'età media della popolazione era di 46 anni. Per ogni 100 donne residenti vivevano 87,6 maschi.